# FC U Craiova 1948
FC U Craiova 1948 je nogometni klub iz Rumunjske, iz grada Craiove.
Dres je bijelo plavi.
Prvi put su se pojavili u 1. ligi u sezoni 1964./65.

## Klupski uspjesi
- Rumunjski kup: 1992/93.

Dolj 2017–18
- - sudionik završnice kupa': 1993/94., 1997/98., 1999./2000.